# Mistrzostwa Polski w Tenisie Stołowym 1979
Mistrzostwa Polski w Tenisie Stołowym 1979 – 47. edycja mistrzostw, która odbyła się w 1979 roku we Wrocławiu.

## Medaliści
| Konkurencja             | Złoty                                                                       | Srebrny                                                                  | Brązowy                                                                          |
| Gra pojedyncza mężczyzn | Andrzej Grubba (AZS Gdańsk)                                                 | Leszek Kucharski (AZS Gdańsk)                                            | Henryk Śpiewok (ROW Rybnik)                                                      |
| Gra pojedyncza kobiet   | Anna Nowacka (Motor Lublin)                                                 | Weronika Sikora (ROW Rybnik)                                             | Małgorzata Urbańska-Turalska (Włókniarz Łódź)                                    |
| Gra podwójna mężczyzn   | Leszek Kucharski (AZS Gdańsk) Andrzej Grubba (AZS Gdańsk)                   | Stefan Dryszel (AZS Gliwice) Witold Woźnica (AZS Gliwice)                | Andrzej Baranowski (GKS Jastrzębie-Zdrój) Ryszard Czochański (Siarka Tarnobrzeg) |
| Gra podwójna kobiet     | Jolanta Szatko (Banda Kraków) Małgorzata Urbańska-Turalska (Włókniarz Łódź) | Anna Nowacka (Motor Lublin) Janina Samborska (Motor Lublin)              | Katarzyna Calińska (Spójnia Warszawa) Halina Frankowska (Spójnia Warszawa)       |
| Gra mieszana            | Leszek Kucharski (AZS Gdańsk) Jolanta Szatko (Banda Kraków)                 | Stanisław Frączyk (Włókniarz Łódź) Katarzyna Calińska (Spójnia Warszawa) | Jan Ozimek (Włókniarz Łódź) Janina Samborska (Motor Lublin)                      |